# Chung Kyung-ho
Dans ce nom coréen, le nom de famille, Chung, précède le nom personnel.
Pour les articles homonymes, voir Chung.
Chung Kyung-ho, né le 22 mai 1980 à Séoul, est un footballeur sud-coréen. Il joue au poste d'attaquant avec l'équipe de Corée du Sud avant de devenir entraîneur.

## Carrière

### En équipe nationale
Il a eu sa première cape le 27 septembre 2003 à l'occasion d'un match contre l'équipe d'Oman. 
Chung a participé à la compétition de football  des Jeux olympiques d'été en 2004 et à la coupe d'Asie 2004. Il a disputé sept matchs de qualification à la coupe du monde 2006.
Il participe à la Coupe du monde 2006 avec l'équipe de Corée du Sud.

## Palmarès
- 41 sélections et 6 buts en équipe nationale (au 25 mars 2007)